# Diocèse de Llandaff
Le diocèse de Llandaff (en anglais : diocese of Llandaff ; en gallois : esgobaeth Llandaf) est l'un des six diocèses anglicans du pays de Galles qui s'étend sur le sud de la région autour de la capitale galloise, Cardiff. Son siège est la cathédrale de Llandaff.